# Округ Монтгомери (Илиноис)
Округ Монтгомери (енгл. Montgomery County) је округ у америчкој савезној држави Илиноис.

## Демографија
По попису из 2010. године број становника је 30.104, што је 548 (-1,8%) становника мање 2000. године.
| Група             | 2000.          | 2010.          |
| Белци             | 28.928 (94,4%) | 28.334 (94,1%) |
| Афроамериканци    | 1.143 (3,7%)   | 952 (3,2%)     |
| Азијати           | 70 (0,2%)      | 111 (0,4%)     |
| Хиспаноамериканци | 326 (1,1%)     | 459 (1,5%)     |
| Укупно            | 30.652         | 30.104         |